# Das blaue Licht
Das blaue Licht (literalment, "La llum blava") és una pel·lícula alemanya de 1932 escrita i dirigida per Leni Riefenstahl, Béla Balázs i Carl Mayer. La història s'inspira en la novel·la de l'escriptor suís Gustav Renker Bergkristall. El conte Das Blaue Licht dels Germans Grimm comparteix títol amb aquesta pel·lícula, però no té res a veure argumentalment amb la història descrita per la pel·lícula. El rodatge va fer-se a les Dolomites i a Sarntal (Itàlia) i al Tessin (Suïssa).

## Argument
Junta (Leni Riefenstahl) és italiana i viu fora de la ciutat. És considerada com una maga i viu amb un pastor (Mathias Wieman). Un pintor (Beni Führer) descobreix la seva existència i la seva passió pels vidres blaus.